# Епархия Эдессы Македонской

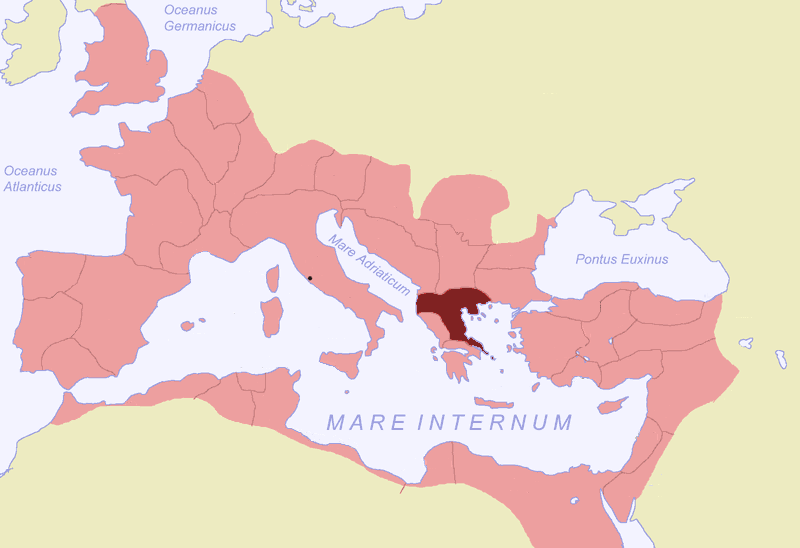
Карта провинции Македония, Римская империя, V век

Епархия Эдессы Македонской (лат. Dioecesis Edessena in Macedonia) — античная христианская епархия, сегодня титулярная епархия Римско-Католической церкви.

## История
Античный город Эдесса находился в провинции Македония Македонского диоцеза. Сегодня античный город Эдесса идентифицируется с руинами, находящимися возле города Эдесса, Греция. Эдесса была местом одноимённой античной епархии, которая входила в митрополию Фессалоник.
C 1933 года епархия Эдессы Македонской является титулярной епархией Римско-Католической церкви. С 1975 года епархия вакантна.

## Греческие епископы
- неизвестный по имени (V—VI века)
- Исидор (упом. в 692 году)

## Титулярные епископы
- Франческо Бертазолли (24.05.1802 — 16.05.1823), епископ курии
- Джованни Баттиста Маренко, S.D.B. (07.01.1917 — 22.09.1921), апостольский интернунций в Центральной Америке
- Эрнандо Антипорда (19.08.1954 — 13.12.1975), одновременно ауксилиарий Манилы
- вакансия

## Источник
- Pius Bonifacius Gams, Series episcoporum Ecclesiae Catholicae, Leipzig 1931, стр. 429  (лат.)
- Michel Lequien, Oriens christianus in quatuor Patriarchatus digestus, Parigi 1740, Tomo II, coll. 79-80  (лат.)